# Campeonato salvadoreño 1981
El Campeonato salvadoreño 1981 fue el cuadragésimo edición de la Primera División de El Salvador. El campeón fue el FAS, consiguiendo su octavo título.

## Formato de competición

### Fase regular
Los diez clubes disputan el campeonato bajo un sistema de todos contra todos, a dos vueltas. Al parecer no se jugó la ronda final o se utilizó una estructura de grupos extraña (por ejemplo, los equipos jugaron 4 veces con 4 de su propio grupo y 5 del grupo paralelo dos veces).
CD Águila y Luis Àngel Firpo descendieron, pero fueron indultados tras aceptar una deducción de puntos para la temporada 1982.

## Equipos participantes
| Club                       | Ciudad            | Departamento |
| -------------------------- | ----------------- | ------------ |
| Águila                     | San Miguel        | San Miguel   |
| Alianza                    | San Salvador      | San Salvador |
| Atlético Marte             | San Salvador      | San Salvador |
| Chalatenango               | Chalatenango      | Chalatenango |
| FAS                        | Santa Ana         | Santa Ana    |
| Independiente              | San Vicente       | San Vicente  |
| Luis Ángel Firpo           | Usulután          | Usulután     |
| Once Lobos                 | Chalchuapa        | Chalchuapa   |
| Santiagueño                | Santiago de María | Usulután     |
| Universidad de El Salvador | San Salvador      | San Salvador |

## Fase regular
Semifinales
| Pos. | Equipo            | Pts. | PJ | PG | PE | PP | GF | GC | Dif. | Clasificación |
| ---- | ----------------- | ---- | -- | -- | -- | -- | -- | -- | ---- | ------------- |
| 1    | FAS               | 39   | 26 | 17 | 5  | 4  | 36 | 13 | 23   | Semifinales   |
| 2    | Independiente     | 35   | 26 | 14 | 7  | 5  | 35 | 22 | 13   | Semifinales   |
| 3    | Atlético Marte    | 30   | 26 | 10 | 10 | 6  | 42 | 34 | 8    | Semifinales   |
| 4    | UES               | 29   | 26 | 10 | 9  | 7  | 41 | 31 | 10   | Semifinales   |
| 5    | Chalatenango      | 27   | 26 | 8  | 11 | 7  | 33 | 36 | -3   |               |
| 6    | Alianza           | 25   | 26 | 7  | 11 | 8  | 24 | 27 | -3   |               |
| 7    | Santiagueño       | 21   | 26 | 6  | 9  | 11 | 24 | 32 | -8   |               |
| 8    | Once Lobos        | 20   | 26 | 5  | 10 | 11 | 25 | 40 | -15  |               |
| 9    | Águila*           | 17   | 26 | 6  | 5  | 15 | 34 | 41 | -7   |               |
| 10   | Luis Ángel Firpo* | 17   | 26 | 6  | 5  | 15 | 26 | 44 | -18  |               |

*El Descenso fue cancelado 

## Fase final
|  | Semifinales    | Semifinales    | Semifinales    | Semifinales | Semifinales |     |       | Final | Final | Final | Final | Final |
|  |                |                |                |             |             |     |       |       |       |       |       |       |
|  | Atlético Marte | Atlético Marte | 5              | 2           | (4)         |     |       |       |       |       |       |       |
|  | FAS            | FAS            | 1              | 3           | (5)         |     |       |       |       |       |       |       |
|  |                |                |                |             |             |     | FAS** | FAS** | 1     |       | (5)   |       |
|  |                | Independiente* | Independiente* | 1           |             | (4) |       |       |       |       |       |       |
|  | UES            | UES            | 0              | 2           | 2           |     |       |       |       |       |       |       |
|  | Independiente  | Independiente  | 2              | 1           | 3           |     |       |       |       |       |       |       |

*Independiente Clasifica a Copa Fraternidad 1982 y Copa de Campeones de la Concacaf 1982
**Fas Clasifica a Copa Fraternidad 1982

### Final
| 30 de octubre de 1981 | FAS                                                             | 1 - 1 (4 - 3) | Independiente                                                                   | Estadio Cuscatlán, San Salvador |  |
|                       | Cabrera 81' - Cabrera - Valenzuela - Astrada - Vargas - Alvares |               | Je.González 27' - Ji.González - Valencia - González Vega - Moreno - Je.González |                                 |  |

| Campeón       |
| FAS 8° Título |